# Prisão de Luiz Inácio Lula da Silva
A prisão de Luiz Inácio Lula da Silva ocorreu em 7 de abril de 2018, após o ex-presidente se entregar à Polícia Federal (PF) no Sindicato dos Metalúrgicos do ABC em São Bernardo do Campo, na Grande São Paulo, e durou até 8 de novembro de 2019, após o Supremo Tribunal Federal (STF) anular a prisão, tendo Lula ficado preso por 1 ano, 7 meses e 1 dia (580 dias).
No dia 8 de março de 2021, o ministro Edson Fachin anulou as condenações de Lula relacionadas à operação Lava Jato, por considerar que o Tribunal Regional Federal da 4.ª Região julgou o processo fora da área de jurisdição daquela corte. Mais de um ano depois, no dia 28 de abril de 2022, o Comitê de Direitos Humanos da ONU publicou a conclusão de uma análise na qual apontou que houve parcialidade por parte de Sergio Moro no julgamento dos processos contra Lula.

## Sumário
No dia 12 de julho de 2017, Sergio Moro, então juiz federal de primeira instância, condenou Lula a nove anos e seis meses de prisão pelos crimes de corrupção passiva e lavagem de dinheiro na ação penal envolvendo um triplex no Guarujá. Na segunda instância a pena foi aumentada para 12 anos e um mês. Em seguida, no dia 5 de abril, Moro emitiu o mandado de prisão. Em abril de 2019, numa decisão unânime, a 5.ª Turma do STJ manteve condenação de Lula e reduziu a pena por corrupção passiva e lavagem de dinheiro de 12 anos e 1 mês para 8 anos e 10 meses de prisão. O caso do triplex foi investigado no âmbito da Operação Lava Jato. Lula cumpriu pena em Curitiba, no prédio da Superintendência Regional da PF no Paraná. Em agosto de 2018, o Comitê de Direitos Humanos da Organização das Nações Unidas solicitou ao Brasil que fosse garantido a Lula o direito de exercer seus direitos políticos enquanto estivesse preso, incluindo o acesso aos membros do seu partido e à mídia e a participação na eleição presidencial no Brasil em 2018. O Itamaraty questionou o Comitê e encaminhou a deliberação ao Poder Judiciário.
No dia 8 de março de 2021, o ministro Edson Fachin anulou as condenações de Lula relacionadas à operação Lava Jato, por considerar que o Tribunal Regional Federal da 4.ª Região julgou o processo fora da área de jurisdição daquela corte, utilizando como base uma decisão anterior da segunda turma do STF no caso Transpetro. Foi determinado que o processo fosse julgado em Brasília. Com isso Lula recuperou seus direitos políticos e os processos judiciais contra ele foram transferidos para a Seção Judiciária do Distrito Federal, do Tribunal Regional Federal da 1.ª Região. Posteriormente o caso do triplex do Guarujá, que levou a prisão de Lula, foi arquivado pela justiça.
No dia 28 de abril de 2022 o Comitê de Direitos Humanos da ONU publicou a conclusão de uma análise na qual apontou que houve parcialidade por parte de Sergio Moro no julgamento dos processos contra Lula. Segundo a decisão do Comitê, Lula teve seus direitos políticos violados em 2018 após ter sido impedido de participar das eleições presidenciáveis naquele ano e determinou que o Brasil apresentasse as medidas adotadas para reparar danos causados ao ex-presidente em até 180 dias, e a prevenir que outras pessoas não sejam alvos de processos semelhantes no futuro. Lula foi o primeiro ex-presidente do Brasil a ser preso por causa de uma condenação por crime comum. Antes dele outros seis ex-presidentes do país foram presos: Hermes da Fonseca, Washington Luís, Artur Bernardes, Café Filho, Jânio Quadros e Juscelino Kubitschek, todos por motivos políticos explícitos.

## Antecedentes
Ainda em 2010, o jornal O Globo fez uma reportagem sobre um apartamento no Guarujá que seria do então presidente Lula. Na época, não havia suspeitas de ilegalidade e as obras no imóvel estavam atrasadas. Anos depois, em 2016, o ex-presidente Lula passou a ser investigado por suspeitas de que teria recebido pagamentos oriundos do esquema de corrupção na Petrobrás, descoberto na Operação Lava Jato. Uma dessas investigações envolvia o apartamento do Guarujá. Em 4 de março de 2016, Lula foi alvo de uma condução coercitiva e levado para prestar depoimento no Aeroporto de Congonhas, em São Paulo. Lula foi, no total, réu em dez ações penais.

### Denúncia
O Ministério Público de São Paulo realizou uma denúncia contra o ex-presidente Lula, acusando-o de ser o proprietário oculto de um apartamento triplex no Guarujá. Porém, a Justiça de São Paulo enviou os autos do processo para o juiz federal Sergio Moro, de Curitiba, por entender que o crime era da esfera federal e não estadual. Em 14 de setembro de 2016, o Ministério Público Federal denunciou Lula e mais sete pessoas pelos crimes de corrupção e lavagem de dinheiro. Em 20 de setembro de 2016, Sergio Moro aceitou a denúncia e Lula tornou-se réu na Operação Lava Jato. A denúncia estava relacionada a três contratos da OAS com a Petrobras e afirmava que 3,7 milhões de reais em propinas foram pagas a Lula.
Após ser denunciado, Lula fez um discurso se defendendo. No discurso, Lula criticou a denúncia, negou irregularidades e desafiou: "Provem uma corrupção minha que irei a pé para ser preso". Ele também questionou os procuradores da Operação Lava Jato, dizendo que eles teriam dito "não tenho prova, tenho convicção" durante a apresentação da denúncia. A frase, atribuída ao procurador Deltan Dallagnol, na verdade, não foi dita. A suposta frase foi uma junção das falas de dois procuradores, em momentos distintos da apresentação da denúncia.
Os advogados de Lula entraram com uma ação contra o procurador Deltan Dallagnol, pedindo uma indenização por danos morais pela entrevista coletiva concedida por Dallagnol em 2016 em que ele utilizou um Power Point para explicar a denúncia contra Lula. Inicialmente, Dallagnol foi absolvido na primeira e na segunda instância, mas quando o processo chegou ao Superior Tribunal de Justiça, o tribunal condenou Dallagnol a indenizar Lula em 75 mil reais. Os ministros da quarta turma do STJ consideraram que Deltan Dallagnol extrapolou os limites de suas funções como procurador ao utilizar qualificações desabonadoras da honra e da imagem de Lula na entrevista coletiva, além de utilizar linguagem não técnica. Os ministros do STJ consideraram ainda que Dallagnol imputou a Lula fatos que não constavam na denúncia do caso do triplex, explicada durante a entrevista coletiva. No Supremo Tribunal Federal, a sentença do STJ foi mantida, condenando Dallagnol a indenizar Lula.

### Defesa
Em 2016, a defesa de Lula realizou um pedido à ONU para que fossem avaliadas eventuais violações nos processos jurídicos envolvendo Lula diante do Pacto Internacional dos Direitos Civis e Políticos, do qual o Brasil é signatário. Em maio de 2018, a Comissão de Direitos Humanos da entidade afirmou que não se posicionaria de forma definitiva até 2019, mas negou medidas cautelares contra a prisão do ex-presidente.

### Depoimentos
Em 20 de abril de 2017, o ex-presidente da OAS, Léo Pinheiro, prestou depoimento ao juiz Sergio Moro, onde disse que o triplex era sim de Lula e que o apartamento nunca tinha sido colocado à venda pela OAS porque estava reservado ao ex-presidente. Disse também que o próprio Lula teria aprovado o projeto do triplex e o do sítio em Atibaia, investigado em outro processo. A defesa de Lula alegou que Léo Pinheiro estaria mentindo para tentar fechar um acordo de delação premiada. Cerca de um ano antes, a Folha de S.Paulo divulgou que Léo Pinheiro havia contado outra versão, onde inocentava Lula, mas procuradores consideraram essa versão pouco crível.
Em 10 de maio de 2017, Lula prestou seu depoimento ao juiz Sergio Moro sobre o processo do triplex. No interrogatório, que durou quase cinco horas, o ex-presidente negou ser dono do apartamento e disse que nunca teve intenção de adquiri-lo. Lula disse que apenas visitou o triplex uma vez para ver como ele era e não quis comprá-lo. Falou também que quem tinha interesse no imóvel era a esposa dele, Marisa Letícia, e que ela teria tentado adquirir o apartamento sem lhe contar sobre isso. O depoimento teve grande repercussão no Brasil e na imprensa internacional. Em Curitiba, onde o depoimento foi realizado, manifestantes fizeram atos pró e contra o ex-presidente ao longo do dia.

### Lista de ações penais envolvendo Lula
O caso do triplex foi um dos diversos processos em que Lula esteve envolvido. Lula foi réu em dez ações penais no total, isto é, incluindo algumas nas quais ele já foi absolvido ou condenado. Algumas destas ações penais estão no âmbito da Operação Lava Jato.
| #                            | Juiz                         | Motivo | Data                   | Situação                                                                          |
| ---------------------------- | ---------------------------- | --- | ---------------------- | --------------------------------------------------------------------------------- |
| 1.ª                          | Ricardo Leite                | O juiz aceitou denúncia apresentada pelo Ministério Público Federal (MPF) e transformou Lula em réu por obstrução de justiça. Haviam sido acusados também o ex-senador Delcídio do Amaral (sem partido-MS), o ex-chefe de gabinete de Delcídio Diogo Ferreira, o banqueiro André Esteves, o advogado Édson Ribeiro, o pecuarista José Carlos Bumlai e seu filho, Maurício Bumlai. O ex-presidente foi acusado de tentar impedir o ex-diretor da Petrobras, Nestor Cerveró, de assinar acordo de delação premiada. | 29 de julho de 2016    | Absolvido                                                                         |
| 2.ª                          | Sergio Moro                  | Aceitou a denúncia do MPF e Lula se tornou réu de ação criminal pelos crimes de corrupção passiva e lavagem de dinheiro. Lula teria recebido mais de três milhões de reais em suborno, cujo repasse seria feito pela empreiteira OAS em forma de melhorias e reformas em um triplex no Guarujá, além de armazenamento de bens pessoais por parte da empreiteira. | 20 de setembro de 2016 | Condenado em três instâncias, mas a condenação foi anulada e o caso arquivado     |
| 3.ª                          | Vallisney de Souza Oliveira  | Aceitou integralmente a denúncia do MPF oferecida contra o ex-presidente Lula pelos crimes de tráfico de influência, organização criminosa, lavagem de dinheiro e corrupção passiva na Operação Janus, que investiga negócios suspeitos em Angola com dinheiro do BNDES. | 13 de outubro de 2016  | Absolvido de parte das acusações Depois, a ação penal foi encerrada.              |
| 4.ª                          | Vallisney de Souza Oliveira  | Aceitou a denúncia do MPF, no âmbito da Operação Zelotes, e o ex-presidente Lula virou réu por por tráfico de influência, lavagem de dinheiro e organização criminosa em negociações que levaram à compra de 36 caças suecos modelo Gripen pelo governo brasileiro e à prorrogação de incentivos fiscais destinados a montadoras de veículos por meio da Medida Provisória 627. | 17 de dezembro de 2016 | Ação Penal suspensa                                                               |
| 5.ª                          | Sergio Moro                  | Aceitou uma nova denúncia da força-tarefa da Lava Jato contra o ex-presidente Lula. Com a decisão, Lula se torna réu pelos crimes de corrupção passiva e lavagem de dinheiro. Foi acusado de receber propina da Odebrecht com a compra de um apartamento em São Bernardo do Campo e de um outro imóvel, em São Paulo. Segundo a acusação, esse local seria destinado ao Instituto Lula. | 19 de dezembro de 2016 | Ação Penal suspensa                                                               |
| 6.ª                          | Sergio Moro                  | Aceitou mais uma denúncia contra Lula, relacionada ao caso de um sítio de Atibaia. Lula foi acusado de corrupção e lavagem de dinheiro no caso do sítio. Segundo a acusação, o ex-presidente se beneficiou de 1,02 milhão de reais em reformas no imóvel, que era frequentado por Lula e seus familiares. As reformas teriam sido pagas pelas empreiteiras Odebrecht (atual Novonor) e OAS. | 1.º de agosto de 2017  | Condenado em duas instâncias, mas a condenação foi anulada e a denúncia rejeitada |
| 7.ª                          | Vallisney de Souza Oliveira  | Acusado de venda de Medidas Provisórias de incentivos fiscais a montadoras durante sua estadia na presidência. O juiz o tornou réu por corrupção passiva. | 19 de setembro de 2017 | Absolvido                                                                         |
| 8.ª                          | Vallisney de Souza Oliveira  | Aceitou uma denúncia apresentada pela procuradoria-geral da República em 2017 contra Lula, instaurando uma ação penal e tornando-o réu pela oitava vez, em processo que ficou conhecido como "Quadrilhão do PT". A ex-presidente Dilma Rousseff também tornou-se ré, entre outros. | 23 de novembro de 2018 | Absolvido                                                                         |
| 9.ª                          | Justiça Federal              | Lula foi acusado de ter recebido um milhão de reais, através de doação ao Instituto Lula, para intermediar discussões entre o governo de Guiné Equatorial e o grupo brasileiro ARG, com o objetivo de instalar a empresa no país. | 14 de dezembro de 2018 | Ação Penal encerrada                                                              |
| 10.ª                         | Justiça Federal de São Paulo | Lula foi acusado de tráfico de influência internacional em favor da construtora OAS. A acusação dizia que Lula teria realizado uma palestra na Costa Rica em 2011 a fim de influenciar os dirigentes daquele país a fazerem negócios com a OAS. | 13 de setembro de 2021 | Caso arquivado                                                                    |
| Atualizado em: julho de 2023 |                              | |                        |                                                                                   |

## Condenações

### Primeira instância

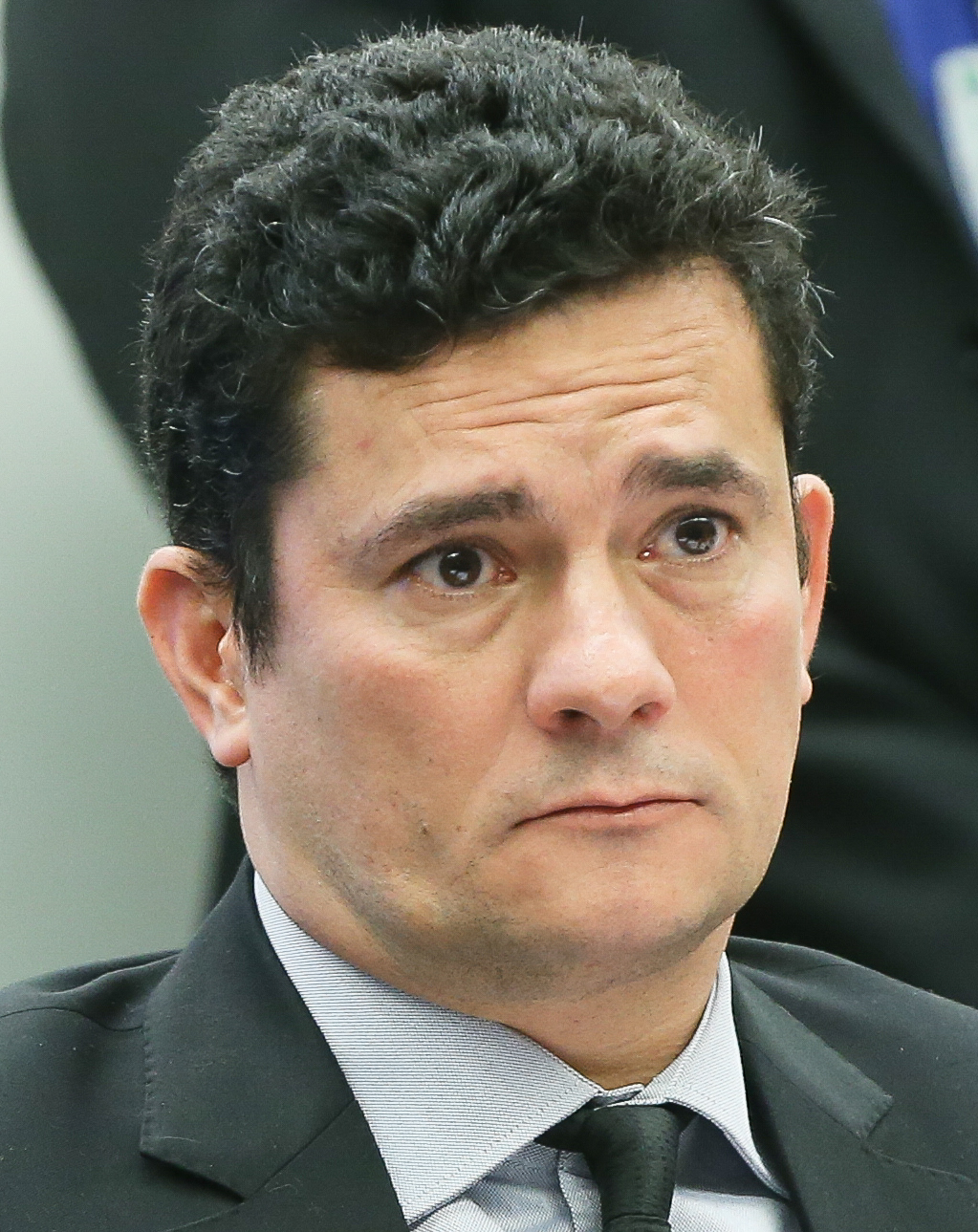
Sergio Moro, ex-juiz da Lava Jato, que mais tarde se tornaria Ministro da Justiça do governo Bolsonaro.

Em 12 de julho de 2017, o juiz federal Sergio Moro condenou o ex-presidente Luiz Inácio Lula da Silva a nove anos e seis meses de prisão na ação penal referente ao caso do triplex, pelos crimes de corrupção passiva e lavagem de dinheiro. A acusação referiu-se à ocultação da propriedade de uma cobertura triplex em Guarujá, no litoral paulista, recebida como propina da empreiteira OAS, em troca de favores na Petrobras. Três meses depois, Lula prestou um novo depoimento a Sérgio Moro, este sobre uma ação referente ao Instituto Lula. Durante o depoimento, Lula questionou Moro e disse que não foi julgado de forma imparcial por ele no caso do triplex. Moro não quis comentar e apenas disse para Lula questionar o caso do triplex na segunda instância.

### Segunda instância

Capa d'O Estado de S. Paulo do dia 25 de janeiro de 2018 após a condenação em segunda instância.

Em 24 de janeiro de 2018, em um julgamento que durou mais de oito horas e que recebeu atenção internacional, Luiz Inácio Lula da Silva foi condenado em segunda instância. A sentença foi unânime entre os três desembargadores da 8.ª Turma do Tribunal Regional Federal da 4.ª Região (TRF-4), em Porto Alegre, em favor de manter a condenação anterior, a qual era 9 anos e 6 meses de prisão pelos crimes de corrupção passiva e lavagem de dinheiro, e ainda ampliar a pena de prisão do ex-presidente por corrupção passiva e lavagem de dinheiro no caso do triplex em Guarujá. Os desembargadores decidiram ampliar a pena para 12 anos e 1 mês de prisão, com início em regime fechado. As conclusões foram que Lula recebeu suborno de um esquema de corrupção na Petrobras e que esse suborno foi entregue em forma de apartamento. O cumprimento da pena se iniciaria após o esgotamento de recursos que fossem possíveis no âmbito do próprio TRF-4. Mesmo condenado, ele não perdeu imediatamente o direito de se candidatar nas eleições de 2018, decisão que caberia ao Tribunal Superior Eleitoral (TSE). A defesa de Lula e políticos próximos a ele questionaram a celeridade com que o processo dele tramitou no TRF-4. O então presidente do tribunal, Thompson Flores, respondeu que a celeridade é "um fato comum a esta corte" e que "o tempo de processamento da apelação não fere o princípio da isonomia". Especialistas também defenderam a celeridade.

#### Provas
Segundo o relator do processo, João Pedro Gebran Neto, as provas do envolvimento de Lula com corrupção passiva e lavagem de dinheiro no caso do triplex no Guarujá incluiriam:
- Depoimentos de Leo Pinheiro, ex-presidente da OAS, e Agenor Franklin Magalhães Medeiros, diretor da área de Óleo e Gás da OAS, ambos réus no processo;
- Mensagens de texto privadas de Leo Pinheiro se referindo a um projeto encabeçado por um "chefe" e uma "madame", que seriam, respectivamente, Lula e sua esposa Marisa Letícia;
- Depoimentos de funcionários da OAS e de empresas contratadas para a reforma do imóvel, bem como de um funcionário do edifício Solaris sobre as obras e visitas do casal ao triplex;
- Documentos rasurados sobre um imóvel no Guarujá, encontrados na casa de Lula e na Bancoop;
- Depoimentos de delatores da Lava Jato, como Alberto Youssef, Nestor Cerveró e Paulo Roberto Costa, compatíveis com as declarações de Leo Pinheiro sobre a corrupção na Petrobras;

De acordo com Gebran, as provas de que o apartamento "estava destinado a Lula como vantagem" eram "acima de dúvida razoável" e Lula tinha conhecimento do que ocorria, sendo um "garantidor de um esquema maior" e "agindo nos bastidores", influenciando nomeações da Petrobrás. Gebran recusou ainda a alegação da defesa de Lula de que não houve ato de ofício do ex-presidente, citando votos do julgamento do Mensalão, e recusou a apelação da defesa de que a 13.ª Vara da Justiça Federal, do juiz Sérgio Moro, seria desprovida de competência para analisar o caso.
Entretanto, alguns analistas divergiram sobre as provas apresentadas, dizendo que elas estariam mais para indícios de um possível crime do que provas concretas, o que enfraqueceria a condenação. O ex-ministro e candidato à presidência em 2018, Ciro Gomes, foi na mesma linha e disse que Lula foi condenado por "conjunto indiciário". Outros analistas defenderam que o triplex do Guarujá estava sim destinado a Lula, mas que não teria ficado claro na sentença qual teria sido o ato de corrupção praticado por ele.

#### Habeas corpuspreventivo

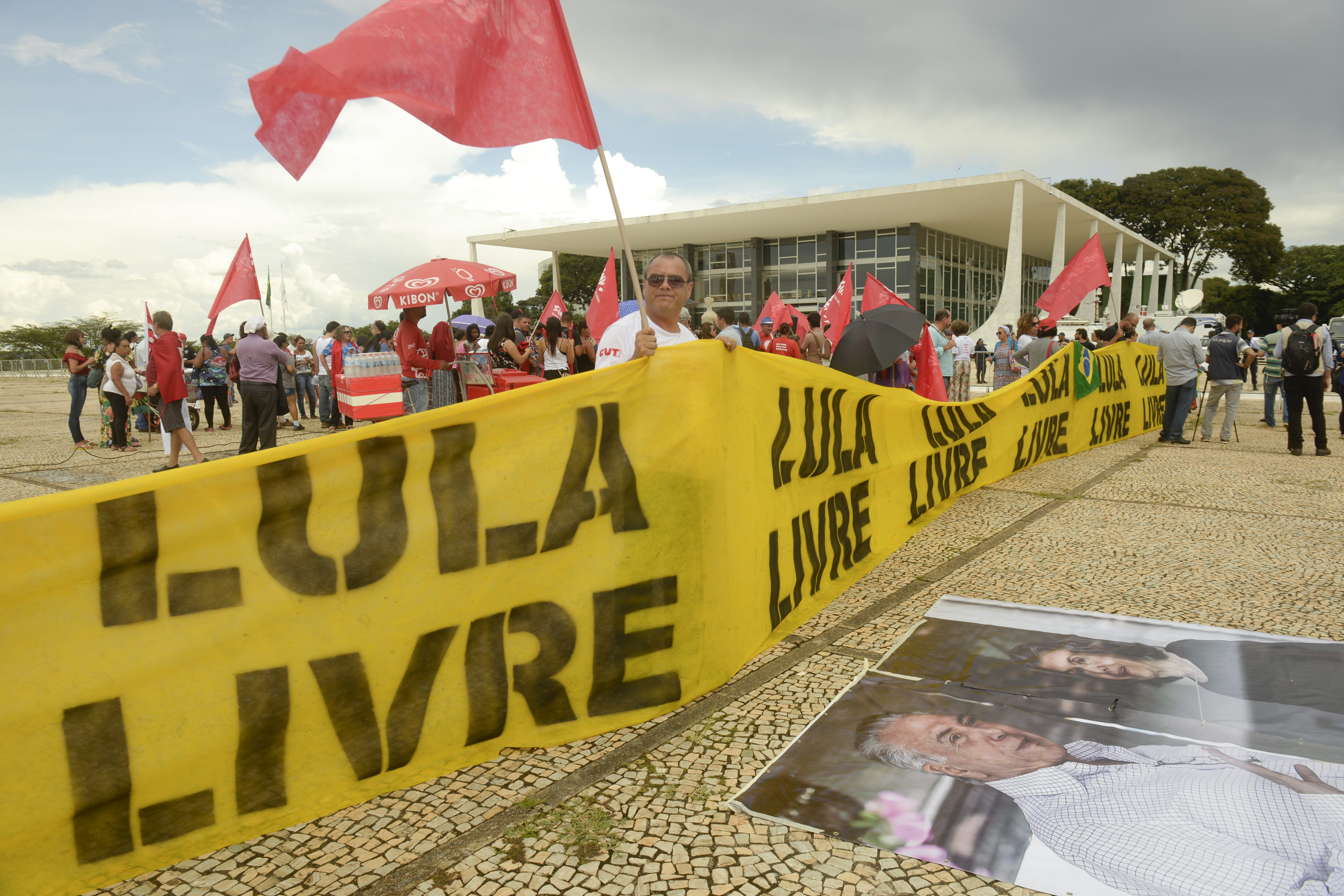
Manifestação em 22 de março em frente ao STF pelo habeas corpus.

Após a condenação de Lula em segunda instância, a defesa do ex-presidente entrou com pedidos de habeas corpus preventivo no STJ e no STF para tentar evitar a prisão.
Em 6 de março de 2018, o Superior Tribunal de Justiça, por 5 votos a 0, rejeitou conceder habeas corpus a Lula.
Em 22 de março de 2018, o STF aceitou um pedido da defesa e concedeu ao ex-presidente um salvo-conduto — que impedisse a prisão de Lula até o julgamento definitivo do habeas corpus pela própria corte ocorrido em 4 de abril. Pelo entendimento do STF para prisão em segunda instância o Tribunal Regional Federal da 4.ª Região (TRF-4) poderia emitir mandado de prisão contra o ex-presidente após o último recurso julgado no tribunal em 26 de março de 2018, no entanto o "princípio Lula", termo como ficou conhecido, impediu que TRF-4 executasse a sentença de prisão. A decisão do Supremo foi alvo de críticas de procuradores da República e procuradores da força-tarefa da Operação Lava Jato. Na noite do dia 3 de abril o então comandante do Exército, o general Eduardo Villas Boas, publicou duas mensagens no seu perfil no Twitter que foram entendidas como uma mensagem de ameaça para que o STF não concedesse o habeas corpus favorável a Lula. No dia seguinte, 4 de abril de 2018, o Supremo, por 6 votos a 5, rejeitou conceder habeas corpus a Lula para que o ex-presidente aguardasse em liberdade os seus recursos na justiça após a condenação em segunda instância. O voto da Ministra Rosa Weber foi decisivo para a rejeição.

## Prisão

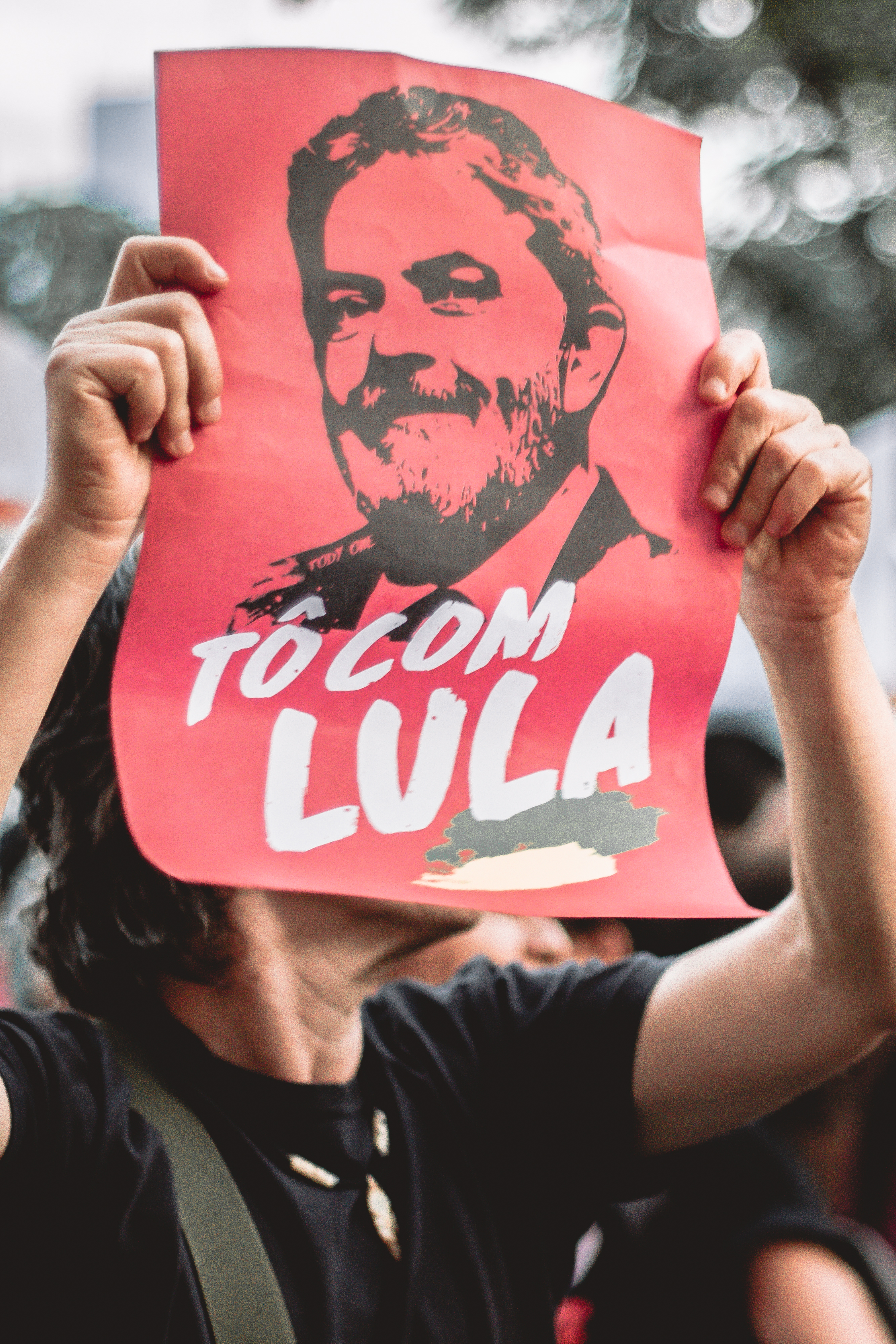
Manifestante segurando cartaz pró-Lula em ato pela liberdade do ex-presidente em Montes Claros, Minas Gerais.

No dia 5 de abril de 2018, após rejeição do habeas corpus preventivo pelo Supremo Tribunal Federal, o juiz federal Sergio Moro decretou a prisão de Lula, condenado pelo Tribunal Regional Federal da 4.ª Região (TRF-4) a 12 anos e um mês de reclusão. O juiz também definiu condições especiais para a prisão devido à dignidade do cargo. Segundo o despacho, preparou-se uma sala reservada na Superintendência da Polícia Federal (PF), na qual o ex-presidente ficaria separado dos demais presos, sem qualquer risco para a sua integridade moral ou física. Moro também deu um prazo para Lula se entregar à Polícia Federal em Curitiba: até as 17 horas do dia 6 de abril. Especialistas disseram na ocasião que a ordem de prisão de Moro contra Lula tinha características atípicas. A defesa do ex-presidente impetrou um novo pedido de habeas corpus no Superior Tribunal de Justiça para evitar sua prisão, que novamente foi negado.
Lula decidiu não se apresentar à sede da Polícia Federal em Curitiba, além de se negar a sair do Sindicato dos Metalúrgicos do ABC Paulista no dia 6 de abril de 2018, findado o prazo de prisão para o ex-presidente expedido por Moro. A PF planejou o transporte de Lula caso ele quisesse se entregar tanto na central da Polícia Federal em São Paulo quanto em Curitiba.
Como Lula não se entregou no prazo determinado, surgiram rumores de que poderia ser decretada a prisão preventiva dele. Depois disso, Lula decidiu sair do Sindicato e se entregar à Polícia Federal no dia seguinte, 7 de abril, após uma missa em homenagem a Marisa Letícia, falecida em fevereiro de 2017.
Na manhã do dia 7 de abril, o ministro do STF Edson Fachin negou mais um pedido de habeas corpus para evitar a prisão do ex-presidente.
Antes de sair, Lula declarou, em um discurso no local, que pretendia se entregar para provar a sua inocência e para não ser dado como foragido. Disse também que não tinha medo de Moro, que a razão verdadeira de sua prisão era a sua política social, e finalizou afirmando que haveria continuidade de seu legado após a prisão, pois as suas ideias estavam pairando no ar: "Quanto mais eles me atacam, mais cresce minha relação com o povo brasileiro", completou.
Enfim, no dia 7 de abril de 2018, Lula entregou-se à Polícia Federal, que o aguardava do lado de fora do Sindicato, após tentar sair e ser impedido por militantes algumas vezes. Do local, foi levado para Curitiba em uma pequena aeronave. Ao chegar à cidade, foi levado para sua cela. Por ordem do juiz federal Sergio Moro, responsável pelos processos da operação Lava Jato na primeira instância, o ex-presidente ficou preso em uma sala especial de 15 metros quadrados. O espaço fica no quarto andar do prédio da PF e tem cama, mesa e um banheiro de uso pessoal. Também foi autorizada a instalação de uma televisão no local. A prisão de Lula criou o Movimento Lula Livre.

### Fatos posteriores
Em 11 de abril de 2018, o Sindicato dos Delegados de Polícia Federal do Estado do Paraná (SinDPF/PR) solicitou, por meio de um ofício enviado à Superintendência da Polícia Federal, a transferência do ex-presidente Lula para um local que ofereceria condições melhores de segurança e que não cause transtornos ou riscos à população e funcionários da PF. De acordo com o sindicato, no local onde o ex-presidente estava detido, eram realizados atendimentos ao público em geral, como emissão de passaportes e antecedentes criminais. "Assim, diariamente, centenas de pessoas que frequentam estas instalações precisam, por razões diversas e relevantes, de segurança e agilidade no atendimento", disse o sindicato.
Em 10 de maio de 2018, a segunda turma do STF negou por unanimidade conceder liberdade ao ex-presidente no julgamento virtual. No dia 15 de maio, o ministro do STJ Felix Fischer rejeitou um novo habeas corpus da defesa de Lula. No mesmo dia, o triplex no Guarujá atribuído a Lula foi arrematado em um leilão por 2,2 milhões de reais.
Em 11 de julho de 2018, a presidente do STJ, Laurita Vaz, negou 143 pedidos de liberdade a Lula. Esses pedidos não foram feitos pela defesa do ex-presidente, mas sim por cidadãos comuns.
Em 1.º de novembro de 2018, logo após as eleições presidenciais, o então juiz Sérgio Moro aceitou convite do presidente eleito Jair Bolsonaro para ser seu Ministro da Justiça no novo governo. Para assumir o cargo de Ministro da Justiça, Moro deixou de ser o juiz da Operação Lava Jato. A defesa de Lula entrou com um pedido de habeas corpus no STF questionando o ato. No pedido, a defesa alegou que o fato de Moro ter aceitado ser Ministro da Justiça de Bolsonaro demonstrava que o ex-juiz não teria atuado com imparcialidade no processo de Lula.
Em 19 de dezembro de 2018, o ministro do STF Marco Aurélio Mello concedeu uma liminar determinando que todos os presos após condenação em segunda instância e com recursos pendentes na justiça deveriam ser soltos. A medida poderia tirar Lula da prisão e, no mesmo dia, a defesa do ex-presidente chegou a pedir sua soltura. Mas, no mesmo dia, o presidente do STF, Dias Toffoli, suspendeu a liminar. Toffoli alegou que o tema da prisão em segunda instância deveria ser analisado pelo plenário do STF, em sessão marcada para o ano de 2019.
Em 29 de janeiro de 2019, o irmão de Lula, Genival Inácio da Silva, conhecido como Vavá, morreu vítima de câncer e o ex-presidente pediu autorização para ir ao velório e falar com familiares. Inicialmente, a juíza federal Carolina Lebbos e o desembargador Leandro Palsen, do TRF-4, negaram a ida ao velório mas, em seguida, o Presidente do STF Dias Toffoli autorizou Lula a deixar a prisão para ir à cerimônia e se encontrar com os seus familiares. Porém, quando a autorização de Toffoli saiu, o sepultamento do corpo de Vavá já tinha acontecido. Por isso, Lula optou por não se encontrar com seus familiares e não saiu da prisão.
Em 21 de fevereiro de 2019, o ministro do STF Edson Fachin negou mais um pedido de liberdade de Lula.
Em 1.º de março de 2019, a juíza federal Carolina Lebbos autorizou a saída de Lula da prisão para viajar a São Bernardo do Campo, onde acompanhou o velório de seu neto, Arthur Araújo Lula da Silva, que morreu aos sete anos. Inicialmente, foi divulgado que Arthur morreu vítima de meningite, mas exames médicos confirmaram que a causa da morte não foi essa e sim uma infecção generalizada. Após a cerimônia, Lula retornou à sede da PF em Curitiba.
Em 10 de maio de 2019, a defesa do ex-presidente solicitou ao STJ que Lula cumprisse o restante da pena em regime aberto. Em 4 de junho de 2019, o Ministério Público Federal enviou um parecer ao STJ, dizendo que Lula poderia cumprir o restante da pena no regime semiaberto. Mas em 23 de setembro de 2019, Lula declarou, por meio de uma nota divulgada pelos seus advogados, que decidiu não pedir progressão de regime.
Em 25 de junho de 2019, a segunda turma do STF negou, por 4 votos a 1, outro pedido de liberdade feito pela defesa de Lula.
Em 7 de agosto de 2019, Carolina Lebbos autorizou a transferência de Lula para um presídio em São Paulo. No mesmo dia, o juiz Paulo Eduardo de Almeida Sorci, da justiça estadual de São Paulo, determinou que Lula ficasse no presídio de Tremembé, no interior de São Paulo. Horas depois, a defesa do ex-presidente recorreu ao STF contra a transferência. O Supremo, por 10 votos a 1, suspendeu a transferência de Lula para São Paulo até que a Corte analisasse um pedido de liberdade do ex-presidente. No pedido, a defesa questionava a imparcialidade de Sergio Moro, que condenou Lula em primeira instância.

### Condenações ulteriores

#### Terceira instância
Em novembro de 2018, quando Lula já estava preso, o recurso do ex-presidente contra a condenação no caso do triplex em Guarujá chegou ao STJ. Os advogados de Lula alegaram que houve uma série de violações de direitos e pediram sua absolvição ou a anulação do processo. O ministro Felix Fischer, do STJ, negou o recurso. Mas a defesa, em seguida, recorreu à Quinta Turma do STJ. Em 23 de abril de 2019, a Quinta Turma do STJ analisou o recurso e, por unanimidade, manteve a condenação de Lula no caso do triplex, mas reduziu a pena para 8 anos, 10 meses e 20 dias de prisão. Também foi reduzida o valor da multa que o ex-presidente teria que pagar como reparação. Votaram no julgamento os ministros Felix Fischer, Jorge Mussi, Reynaldo Soares da Fonseca e Ribeiro Dantas. O quinto ministro da Turma, Joel Paciornik, se declarou impedido e não participou do julgamento.

#### Sítio em Atibaia
Em 6 de fevereiro de 2019, Lula foi condenado pela juíza Gabriela Hardt, substituta de Moro, a 12 anos e 11 meses de prisão em outro processo, esse envolvendo um sítio em Atibaia. Nesse processo, Lula foi acusado de receber propina da OAS e da Odebrecht por meio das reformas do sítio. Em 27 de novembro de 2019, o Tribunal Regional Federal da 4.ª Região (TRF-4), em Porto Alegre, julgou o recurso de Lula na segunda instância e, por unanimidade, manteve a condenação no caso do sítio e aumentou a pena para 17 anos, um mês e 10 dias de prisão.
A defesa do ex-presidente considerou a condenação injusta e arbitrária. Em recurso, ela disse que o processo e o mérito do caso deixaram de ser sanadas, pois a condenação diz que Lula foi condenado com base na afirmação de que "seria o principal articulador...de um esquema de corrupção...na Petrobras", em contradição com sentença definitiva que foi proferida pela 12.ª Vara Federal de Brasília, que absolveu o ex-presidente dessa condenação. A defesa também reclamou que Gabriela Hardt copiou a sentença de Sérgio Moro no caso do triplex do Guarujá para condenar Lula no caso do sítio em Atibaia. Hardt admitiu que usou a sentença do triplex como modelo, mas negou qualquer injustiça, alegando que é comum juízes usarem outras sentenças como modelo e que, apesar de ter usado a sentença do triplex como modelo, a fundamentação é diferente. Em 13 de novembro de 2019, o TRF-4 anulou uma outra sentença de Gabriela Hardt (não relacionada a Lula) alegando que a juíza copiou a sentença.

### Aparições após a prisão
Enquanto esteve preso, Lula foi visto publicamente em poucas ocasiões. A primeira aparição pública dele após a prisão foi em 5 de junho de 2018, quando o ex-presidente prestou depoimento ao juiz Marcelo Bretas em uma ação penal que investiga suposta compra de votos para a escolha do Rio de Janeiro como sede das Olimpíadas de 2016. Lula depôs por videoconferência. A segunda aparição foi em 14 de novembro de 2018, quando o ex-presidente prestou depoimento à juíza Gabriela Hardt no processo sobre o sítio em Atibaia. Para prestar o depoimento, Lula deixou temporariamente a prisão em Curitiba. A terceira aparição foi em 1.º de março de 2019, quando Lula foi autorizado a ir ao velório do neto em São Bernardo do Campo. Durante a cerimônia, Lula só se pronunciou em uma área reservada a família e amigos. Segundo pessoas presentes ao local, Lula fez uma promessa ao neto de que iria provar que é inocente. A quarta aparição foi em 26 de abril de 2019, quando o ex-presidente concedeu sua primeira entrevista na prisão, para os jornais Folha de S.Paulo e El País. A quinta aparição foi em 10 de maio de 2019, quando foi exibida a segunda entrevista de Lula na prisão, feita para o canal BBC. Em 15 de maio de 2019, Lula concedeu sua terceira entrevista na prisão, desta vez para o jornalista Glenn Greenwald, do The Intercept Brasil. A entrevista foi disponibilizada por completo na internet em 21 de maio de 2019. Depois disso, durante todo o restante do período em que esteve preso, Lula apareceu somente nas entrevistas que concedeu na prisão.

### Perda dos benefícios
Em 17 de maio de 2018, o juiz federal Haroldo Nader, da 6.ª Vara de Campinas, acolheu tutela de urgência em ação popular e mandou cortar os benefícios de Lula, como ex-presidente. O argumento central do magistrado é que na prisão da Lava Jato, em Curitiba, o petista estaria em melhores condições de segurança do que quando em liberdade. O magistrado destacou a desnecessidade da mobilização de agentes para acompanhar Lula aonde fosse. "Também é absolutamente desnecessária a disponibilidade de dois veículos, com motoristas, a quem tem o direito de locomoção restrito ao prédio público da Polícia Federal em Curitiba e controlado pelos agentes da carceragem", afirmou o juiz. A ação foi movida pelo coordenador do Movimento Brasil Livre (MBL), Rubens Nunes. Mas em 29 de maio de 2018, o desembargador Marcelo Saraiva, do Tribunal Regional Federal da 3.ª Região, acolheu recurso e devolveu a Lula os benefícios de ex-presidente da República, como assessores, motoristas, seguranças e carro oficial. O magistrado destacou que tais benefícios constituem direitos e prerrogativas conferidas por lei aos ex-presidentes e não benesses.

### Pedidos de entrevistas
Em 11 de julho de 2018, a juíza Carolina Moura Lebbos, responsável pela execução da pena de Lula, negou um pedido de veículos da imprensa para realizar entrevistas com ele dentro da prisão. Entre os veículos que fizeram o pedido, estavam o UOL, a Folha de S.Paulo, o SBT, a Rede TV e o Diário do Centro do Mundo. Os jornalistas Mônica Bergamo, da Folha de S.Paulo, e Florestan Fernandes Jr., do El País, apresentaram uma reclamação constitucional ao Supremo Tribunal Federal contra a decisão da juíza Lebbos. Na manhã do dia 28 de setembro de 2018, o ministro do STF Ricardo Lewandowski autorizou Lula a conceder entrevistas na cadeia. Horas depois, no entanto, o Partido Novo pediu a suspensão da liminar e o ministro do STF Luiz Fux suspendeu a decisão de Lewandowski, e proibiu que Lula concedesse entrevista à Folha de S.Paulo e caso a entrevista já tivesse sido feita não poderia ser publicada. O Partido Novo também entrou com ação para que não fosse permitido ao El País entrevistar Lula. A decisão de Fux foi criticada por advogados. Em 1.º de outubro de 2018, Lewandowski reafirmou sua decisão, mas o presidente do STF, Dias Toffoli, decidiu manter a decisão de Fux. Dois dias depois, Ricardo Lewandowski, mais uma vez, autorizou Lula a dar entrevistas na prisão. No mesmo dia, Dias Toffoli derrubou novamente a decisão e manteve Lula proibido de dar entrevistas da cadeia, mas avisou que o assunto poderia ser levado ao plenário do STF posteriormente. Em 4 de dezembro de 2018, Lewandowski pediu a Toffoli que autorizasse Lula a dar entrevistas, pois o argumento para a proibição era de que as entrevistas do ex-presidente poderiam influir no processo eleitoral de 2018, mas esse risco não existia mais porque as eleições já tinham sido realizadas. Em 18 de abril de 2019, Dias Toffoli revogou a decisão de Fux e autorizou Lula a conceder entrevistas na prisão. Em 26 de abril de 2019, Lula concedeu sua primeira entrevista na prisão, para os jornais Folha de S.Paulo e El País. Um dia antes da realização da entrevista, a Polícia Federal em Curitiba tentou liberar a presença de jornalistas de outros veículos para acompanhar a entrevista, mas o ministro do STF Ricardo Lewandowski manteve a decisão que cabia a Lula autorizar a presença de outros veículos de comunicação que não fossem a Folha de S.Paulo e o El País.

### Visitas na prisão
Quando Lula foi preso, apenas sua família e seus advogados tinham autorização para visitá-lo na prisão. O juiz Sergio Moro decidiu que os advogados poderiam visitá-lo todos os dias e a família apenas às quartas-feiras. Porém, poucos dias depois da prisão, foi decidido que Lula iria receber visitas da família em outro dia que não às quartas-feiras. A intenção era evitar que familiares dele se encontrassem com familiares de seus delatores, já que quarta-feira é o dia comum de visitas. O ex-presidente pediu para que o dia de visitas da sua família fosse às quintas-feiras e a Polícia Federal concordou. Assim, Lula passou a receber visitas da família às quintas, enquanto os advogados poderiam visitá-lo todos os dias. Em 10 de abril de 2018, uma comitiva de nove governadores e três senadores tentou visitar Lula na prisão, mas a visita não foi autorizada. Posteriormente, foi feito um acordo, no qual foi decidido que mais duas pessoas, além da família e dos advogados, poderiam visitar Lula às quintas-feiras, por uma hora, desde que tivessem autorização do ex-presidente através de sua defesa. Em 3 de maio de 2018, Lula recebeu a visita da senadora Gleisi Hoffmann e do ex-ministro Jaques Wagner. Nos meses seguintes, Lula recebeu mais visitas, como a do ator norte-americano Danny Glover, dos cantores Chico Buarque e Martinho da Vila e do ex-presidente do Uruguai, José Mujica. E ao longo dos 580 dias que permaneceu preso em Curitiba Lula recebeu visitas de ex-chefes de estado, políticos, ativistas e líderes sindicais. Em abril de 2018 foi visitado pelo argentino e Prêmio Nobel da Paz, Adolfo Pérez Esquivel. Em junho de 2018, o advogado argentino Juan Grabois tentou visitar Lula na prisão, mas a visita dele não foi autorizada. Na ocasião, Grabois declarou que pretendia entregar a Lula um terço abençoado pelo Papa Francisco. Depois disso, foi divulgada na internet a informação de que o Papa teria enviado um terço de presente a Lula, mas o Vaticano desmentiu a informação. O Vaticano disse que o terço em questão tinha sido apenas abençoado pelo Papa, não era um presente dele para Lula, e que a visita de Grabois foi pessoal, não em nome do Papa. Mas, em 2 de agosto de 2018, o ex-ministro Celso Amorim levou para Lula uma mensagem do Papa Francisco. Também em agosto recebeu a visita de Martin Schulz, do Partido Social-Democrata da Alemanha e ex-presidente do Parlamento Europeu. Em setembro recebeu visitas do ex-primeiro-ministro da Itália, Massimo D'Alema e do ex-governador do Distrito Federal do México, Cuauhtémoc Cárdenas. Nos primeiros seis meses de prisão, Lula recebeu 572 visitas, a maioria foi feita pelos seus advogados. Em 25 de janeiro de 2019, a juíza Carolina Lebbos determinou que o ex-prefeito Fernando Haddad só poderia visitar Lula às quintas-feiras. Haddad tinha entrado para a defesa de Lula e, por isso, até então ele podia visitar o ex-presidente em qualquer dia da semana. A juíza alegou que a procuração que Haddad tinha para representar o ex-presidente perdera o sentido, uma vez que Haddad fazia a defesa de Lula no tocante aos direitos dele de pré-candidato à Presidência em 2018, mas as eleições já haviam passado. A juíza também decidiu que o ex-presidente não poderia mais receber visitas de líderes religiosos em todas as segundas-feiras, como havia sido autorizado em 2018. Assim, Lula só poderia receber visitas de líderes religiosos uma vez por mês. Em 1.º de março de 2019, Fernando Haddad conseguiu uma nova procuração para representar Lula em sua defesa e, com isso, voltou a poder visitar regularmente o ex-presidente na prisão. Em 17 de setembro de 2019, Lula recebeu na prisão a visita de uma comissão do Conselho Nacional de Direitos Humanos, que queria ouvi-lo sobre possíveis violações em processos da Operação Lava Jato, incluindo o próprio processo que o condenou. Em outubro de 2019 Lula recebeu as visitas de Richard Trumka e de Pepe Alvarez, respectivamente, o presidente da AFL-CIO, maior central sindical dos Estados Unidos, e o secretário-geral da maior central sindical da Espanha, a UGT. Nessa visita dos líderes sindicais Lula recebeu em mãos o Prêmio de Direitos Humanos George Meany-Lane Kirkland da AFL-CIO.

### Comitê de Direitos Humanos da ONU
Em 17 agosto, o Comitê de Direitos Humanos da ONU solicitou que o Brasil garantisse a Lula o pleno exercício de seus direitos políticos, incluindo o acesso à mídia e aos membros de seu partido. O Comitê também solicitou que ele não fosse proibido de participar da eleição presidencial no Brasil em 2018 até que os apelos às instâncias superiores fossem julgados de forma imparcial.
O Governo do Brasil, através do Itamaraty, respondeu no mesmo dia que o Comitê seria composto por indivíduos que não representam países e que a solicitação não produziria efeito vinculante, sendo apenas uma recomendação e informando que encaminhou a decisão do Comitê ao Poder Judiciário.
Em 23 de agosto, Sarah Cleveland, a vice-presidente do Comitê, ressaltou que as medidas não são recomendações e que o Brasil deve obedecer as decisões do Comitê, cujas ações se baseiam em compromissos assumidos soberanamente pelo país para se tornar membro da comunidade de estados que respeitam os direitos humanos. Ela explicitou que:

As medidas cautelares emitidas pelo Comitê de Direitos Humanos da ONU não são recomendações. Elas são legalmente vinculantes e impõem uma obrigação legal internacional ao Brasil para que as cumpra.— Sarah Cleveland, vice-presidente do Comitê de Direitos Humanos da ONU
O Partido dos Trabalhadores chegou a registrar a candidatura de Lula à Presidência do Brasil nas eleições de 2018. Mas, em 31 de agosto de 2018, o Tribunal Superior Eleitoral, por 6 votos a 1, barrou a candidatura de Lula com base na Lei da Ficha Limpa, que determina que condenados por um órgão colegiado ficam inelegíveis por oito anos. É o caso de Lula, pois o TRF-4, que o condenou em segunda instância, é um órgão colegiado. A maioria do colegiado do TSE entendeu que a decisão do Comitê de Direitos Humanos da ONU não tinha caráter vinculante nem poder normativo para anular a inelegibilidade vinculada à Lei da Ficha Limpa, e que a medida cautelar do Comitê da ONU com base no Pacto Internacional dos Direitos Civis e Políticos (PIDCP) não poderia ser acatada pois, além de ter sido proferida por apenas dois dos dezoito membros do Comitê, não havia "nenhuma fundamentação a respeito do risco iminente de dano irreparável ao direito de disputar eleição, previsto no artigo 25 do PIDCP". Além disso, o Pacto "ostenta natureza de norma intermediária, e não poderia contrariar o texto originário da Constituição". O único voto a favor da candidatura, proferido pelo ministro Edson Fachin, considerou que, apesar do PIDCP não ter efetividade no Brasil por falta de um decreto executivo, isso não poderia impedir a sua validade no território nacional porque "as suas disposições têm efeito supralegal, estando hierarquicamente abaixo da Constituição, mas acima da legislação ordinária".

### Liminar frustrada para soltura de Lula
Estabeleceu-se controvérsia entre desembargadores do TRF-4 no domingo, 8 de julho de 2018, sobre a soltura ou a manutenção da prisão de Lula, que teve a seguinte cronologia, com todos os fatos ocorrendo no mesmo dia:
- Por volta das nove horas da manhã, o desembargador federal Rogério Favreto, na condição de plantonista do Tribunal Regional Federal da 4.ª Região (TRF-4), julgou um pedido de liminar em habeas corpus concedendo a soltura de Lula;[205]
- Mais tarde, por volta do meio-dia, o juiz Sergio Moro, intimado como autoridade coatora, negou a coação e respondeu que apenas havia cumprido determinação anterior da 8.ª turma do TRF-4, afirmou que não tinha poder para determinar a prisão ou a soltura de Lula. Entendendo que o desembargador plantonista não teria competência para conceder a liberdade de condenado julgado por órgão colegiado, Moro requereu orientações ao desembargador Gebran Neto;[206]
- Quarenta minutos mais tarde, Favreto emitiu um novo despacho, reiterando a sua decisão de soltura;[207]
- Por volta das treze horas, o Ministério Público Federal pediu a reconsideração da liminar deferida as nove horas por Favreto;
- Por volta das catorze horas e vinte minutos, o desembargador federal João Pedro Gebran Neto, que era relator prevento nos processos da Lava Jato em segunda instância, avocou a competência do habeas corpus determinando que não fosse cumprida a decisão de Favreto;[208][209]
- Às quinze horas e vinte e três minutos, foi registrado pelos serventuários a exigência de Favreto para que o processo retornasse ao plantão;[210]
- Por volta das dezesseis horas, não obstante a avocação, o desembargador Favreto voltou a determinar a soltura do ex-presidente Lula, com o argumento de que deliberou sobre fatos novos, concedendo o prazo de uma hora para seu cumprimento;[211][212]
- Por volta das dezoito horas, o Ministério Público Federal voltou a se manifestar, apresentando requerimento de que o presidente do Tribunal solucionasse a divergência;
- Passados pouco mais de trinta minutos das dezenove horas, o presidente do TRF-4, o desembargador federal Carlos Eduardo Thompson Flores Lenz, determinou que Lula permanecesse preso e que o processo retornasse ao relator dos casos da Lava Jato na Corte, o desembargador federal Gebran Neto.

Trecho do despacho de Thompson Flores que solucionou a questão no TRF-4:
Nessa equação, considerando que a matéria ventilada no habeas corpus não desafia análise em regime de plantão judiciário e presente o direito do Des. Federal Relator em valer-se do instituto da avocação para preservar competência que lhe é própria (Regimento Interno/TRF-4R, art. 202), determino o retorno dos autos ao Gabinete do Des. Federal João Pedro Gebran Neto, bem como a manutenção da decisão por ele proferida no evento 17"
Posteriormente, a revista Veja publicou em 11 de agosto de 2018 que "Gebran Neto admitiu a amigos que ignorou a letra fria da lei ao dar decisão contrária à soltura de Lula" na ocasião, "desconsiderando a competência do juiz de plantão". A publicação da notícia fez com que a hashtag "GebranForaDaLei" ficasse entre os assuntos mais comentados do Brasil na rede social Twitter durante grande parte do dia, gerando acusações de parcialidade e desrespeito às instituições por parte do desembargador.

## Soltura
Após 580 dias preso na carceragem da Polícia Federal em Curitiba, Lula foi solto no dia 8 de novembro de 2019, um dia após o Supremo Tribunal Federal ter considerado a prisão em segunda instância inconstitucional. A decisão de soltura imediata foi tomada pelo juiz Danilo Pereira Júnior, da 12.ª Vara Federal de Curitiba, após pedido do advogado Cristiano Zanin Martins. Lula disse que, durante os 580 dias em que ficou preso, leu mais de quarenta livros.

## Repercussões da prisão

### Imprensa internacional

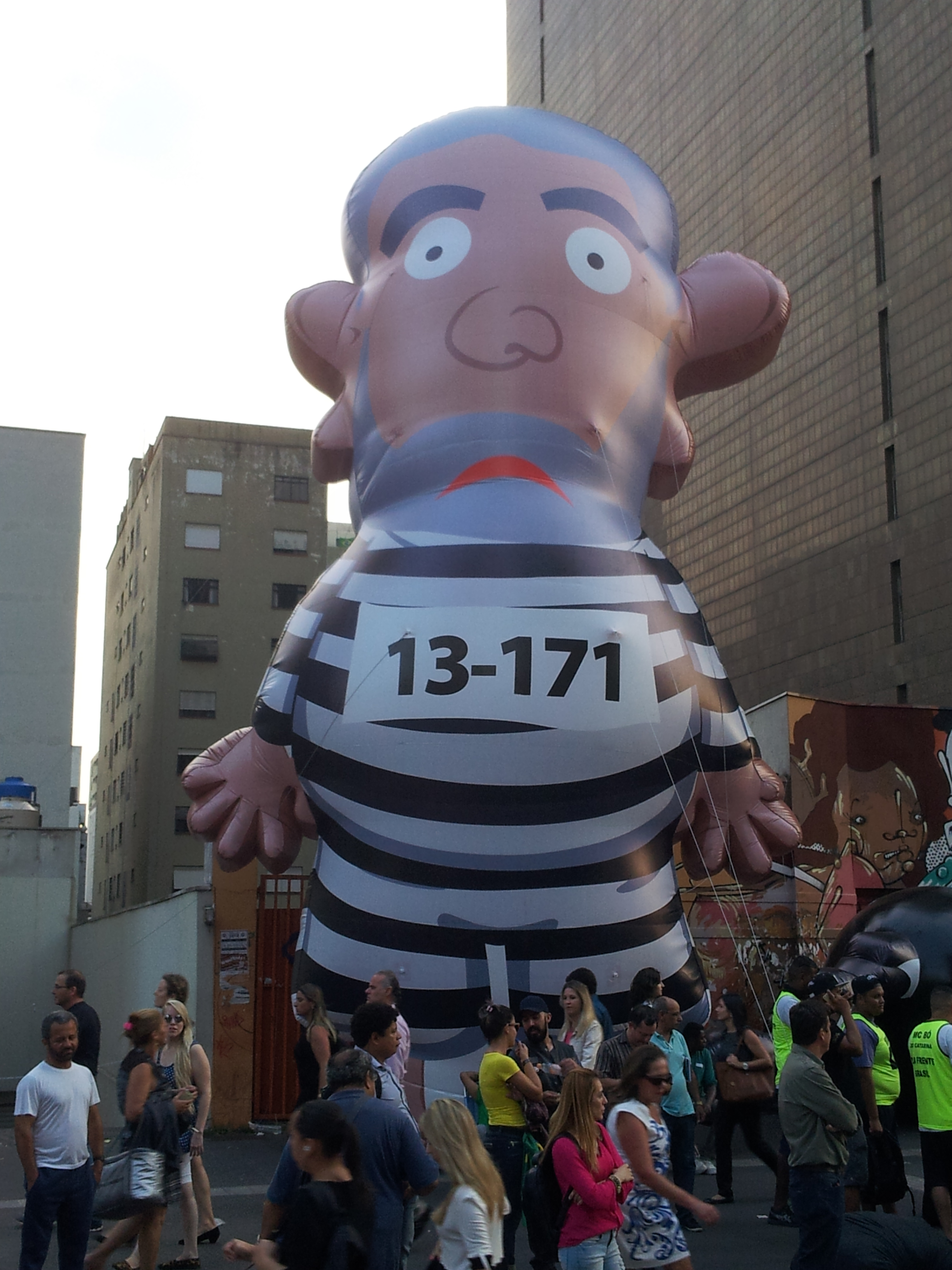
Boneco usado em manifestações mostra Lula como presidiário. O boneco inflável chamava-se Pixuleco, em alusão à Operação Pixuleco da Polícia Federal. A prisão de Lula foi uma das demandas feitas nos protestos contra o governo Dilma Rousseff.

- The New York Times: destacou a reviravolta que o encarceramento representou para as eleições presidenciais brasileiras. O jornal americano citou o discurso de Lula, no qual ele prometeu retomar o controle do destino do Brasil e priorizar políticas para reduzir a desigualdade no país. A matéria também ressaltou a divisão política no país, "com alguns brasileiros disparando rojões e fazendo buzinaço enquanto outros lamentavam a prisão". Em editorial, o jornal concluiu que "O sucesso da Operação Lava Jato, nada foi feito para consertar o sistema judicial. O perigo de uma guinada ao populismo e à radicalização política é óbvio."[220]
- El País: destacou as últimas horas de Lula antes de ser detido.
- BBC: afirmou que o petista se rendeu e que seu "discurso não pareceu sombrio, foi como um de seus comícios – um homem que deixou claro que vai continuar lutando mesmo atrás das grades".
- El Clarín: ocupou uma grande parte da sua capa e produziu diversas matérias sobre o desdobramento da prisão, como a descrição da cela e a confusão envolvendo os militantes do Partido dos Trabalhadores.
- Washington Post: publicou a seguinte manchete: "Ex-presidente brasileiro Luiz Inácio Lula da Silva sob custódia da polícia após confronto com partidários que bloquearam saída do prédio".
- Le Monde: publicou "a queda do ícone da esquerda brasileira" e citou o discurso do ex-presidente a seus partidários.
- Al Jazeera: publicou uma extensa matéria, ressaltando que o ex-mandatário brasileiro continua afirmando a sua inocência.[221][222]

A tensão aumentou quando um comandante do Exército, Eduardo Villas Boas, pediu no Twitter que o Supremo Tribunal Federal tomasse precauções contra a impunidade e disse que o Exército, "juntamente com todos os bons cidadãos, repudia a impunidade e respeita a Constituição, a paz social e a democracia". Villas Boas afirmou que o Exército manteria seu papel constitucional, mas oficiais aposentados alertaram que as forças armadas não aceitariam pacificamente a permanência em liberdade de Lula enquanto os recursos não fossem julgados. Além disso, o general de reserva do Exército, Luiz Lessa, disse ao jornal Estado de São Paulo que os militares teriam que intervir se Lula fosse autorizado a se tornar um candidato nas eleições. Contudo, o Exército declarou que essa era a opinião pessoal do general.

### Presidenciáveis
Repercussão entre os candidatos à presidência da república na eleição presidencial no Brasil em 2018, eleição que ocorreu não muito após a prisão de Lula.

#### Favoráveis
- Marina Silva, candidata a presidente pelo Rede, disse que a condenação do ex-presidente mostra que "ninguém está acima da lei".[224] Ainda com relação à prisão, Marina afirmou que "Hoje é um dia difícil, porque temos uma situação de um ex-presidente da República que está próximo a ter que cumprir a pena pela condenação dos crimes que praticou. Mas isso indica que estamos iniciando processo de mudança da lei que deve ser para todos".[225]
- Geraldo Alckmin, candidato a presidente pelo PSDB, defendeu a prisão do ex-presidente e disse que "ninguém está acima da lei". "Na vida pública, todos têm o dever de prestar contas", declarou Alckimin.[226]
- Álvaro Dias, candidato a presidente pelo Podemos, afirmou que a Lei da Ficha Limpa ganha com a prisão de Lula,[227] e exaltou a prisão. Criticou ainda "os que ostentam suas bandeiras vermelhas nas ruas do país pedindo liberdade para o chefe-mor da organização criminosa".[228]
- Flávio Rocha, candidato a presidente pelo PRB, defendeu a prisão do ex-presidente. Em uma palestra na Universidade Metodista de São Paulo disse que "ficou muito claro os malfeitos que foram julgados em duas instâncias. Com a condenação de mais de doze anos, eu acho que o não impedimento [da prisão] seria uma desmoralização de todo o sistema judicial brasileiro".[229]
- Jair Bolsonaro, candidato a presidência pelo PSL, defendeu a prisão do ex-presidente.[230]

#### Contrários

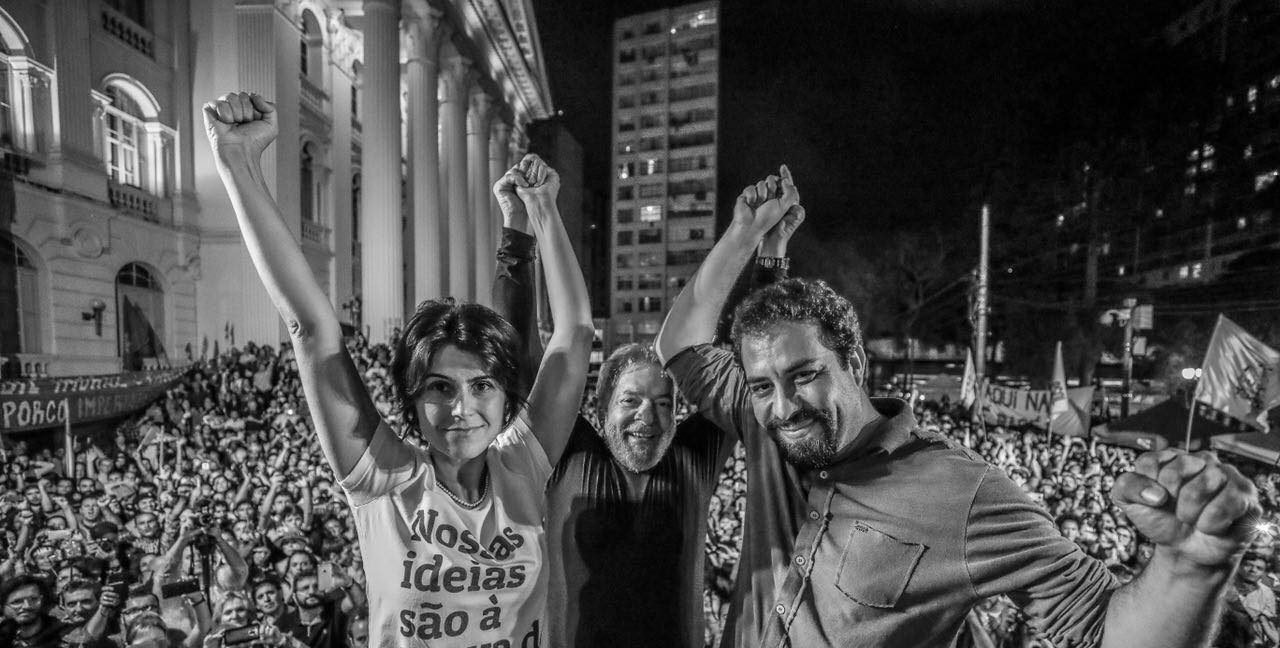
Manuela d'Ávila, Lula e Guilherme Boulos em ato contra a prisão do ex-presidente, em Curitiba.

- Manuela d'Ávila, candidata a presidente pelo PCdoB, se posicionou contrária à prisão de Lula e participa ativamente de mobilizações "Pró-Lula".[231]
- Guilherme Boulos, candidato a presidente pelo PSOL, se posicionou contrário à prisão de Lula e criticou Ciro Gomes pela ausência em ato antes da prisão do ex-presidente.[232]
- Ciro Gomes, candidato a presidente pelo PDT, primeiro disse que a sociedade ficou "desconfiada" de que a lei só é dura com o PT e com Lula. "Parece que a lei severa só vale para um lado no Brasil. A lei severa é muito boa se ela valer para todos", afirmou Ciro.[233] Depois, Ciro disse que a sentença que condenou Lula é frágil e injusta.[81]
- Fernando Haddad, candidato a presidente pelo PT e que substituiu Lula como candidato do partido, disse que iria buscar todas as formas jurídicas para libertar o ex-presidente.[234] Mas negou que, se fosse eleito, daria indulto a Lula.[235]
- José Maria Eymael, candidato a presidente pelo Democracia Cristã, disse que a prisão de Lula é "inconstitucional".[236]

### Partidos estrangeiros
O partido espanhol Podemos criticou a prisão do ex-presidente. Um dos deputados representantes do partido no Parlamento Europeu afirmou que "O Brasil não cumpre as condições democráticas mínimas". O partido afirmou que o processo em todas as fases "tem sido baseado em irregularidades". Também afirmou que o processo é ligado a interesses da elite que tenta evitar o retorno do PT à presidência do país. O partido solicitou ao Parlamento Europeu a suspensão das negociações com o Mercosul.
O partido colombiano Força Alternativa Revolucionária do Comum declarou sua solidariedade "ao companheiro e ex-presidente brasileiro Lula, rejeitando a decisão adotada contra ele pelo Supremo Tribunal de Justiça do Brasil e exigindo todas as garantias políticas e judiciais no âmbito da constituição política brasileira, sua ordem interna e legislação internacional".

### Outras repercussões
- O ex-presidente Fernando Henrique Cardoso disse em entrevista à Rádio CBN que a justiça se cumpriu e que não foi uma prisão política, haja visto que todos os trâmites necessários foram cumpridos. Mas afirmou "não ter ficado contente".[240]
- A ex-presidente Dilma Rousseff afirmou que Lula era inocente e saberia enfrentar o momento.[241]
- O empresário e político João Doria disse que o Brasil acordou aliviado e se referiu ao petista como "facínora" e "mentiroso".[242]
- Os movimentos Movimento Brasil Livre (MBL) e Movimento Vem pra Rua defenderam a prisão de Lula, e um mês antes, convocaram atos públicos pela prisão do ex-presidente.[243][244]

Em meados de abril de 2018, uma pesquisa de opinião conduzida pelo Datafolha indicou que 54 por cento dos eleitores ouvidos pelo instituto consideravam a prisão de Lula como "justa", enquanto 40 por cento discordavam. Outros 62 por cento opinaram que Lula não disputaria a eleição presidencial daquele ano. Logo após a prisão, todavia, as pesquisas eleitorais mostraram que, mesmo condenado e preso, Lula continuava a liderar a disputa para a eleição de 2018, com cerca de 30 por cento dos eleitores dizendo que votariam nele. Meses depois, em agosto de 2018, Lula continuava a liderar as pesquisas para a eleição de 2018. Por outro lado, ele também ostentava um alto índice de rejeição, de 34 por cento, o segundo maior entre os candidatos. As pesquisas também mostravam que, num cenário sem Lula na eleição, Jair Bolsonaro liderava a disputa.
Ex-líderes europeus, dentre eles François Hollande, defenderam a participação de Lula nas eleições de 2018, após a prisão do mesmo. O ministro de Relações Exteriores à época, Aloysio Nunes, classificou a manifestação como "arrogante", dizendo-se incrédulo com o pedido.
Em dezembro de 2019, um mês depois de que Lula foi solto, uma nova pesquisa do Datafolha apontou que 54 por cento dos entrevistados consideravam como justa a soltura dele, enquanto 42 por cento discordavam.
Em setembro de 2021, o ex-presidente da OAS, Léo Pinheiro, escreveu uma carta onde voltou atrás em algumas acusações feitas contra Lula no seu acordo de delação premiada com a Lava Jato. A carta foi usada para arquivar uma denúncia contra Lula, em que ele era acusado de tráfico de influência em uma palestra na Costa Rica.

## Vaza Jato
A partir de 9 de junho de 2019, o periódico virtual The Intercept Brasil vazou uma série de mensagens de conversas realizadas por meio do aplicativo Telegram entre o então juiz Sergio Moro, o então promotor Deltan Dallagnol e outros integrantes da Operação Lava Jato. As transcrições indicaram que Moro cedeu informação privilegiada à acusação, auxiliando o Ministério Público Federal (MPF) a construir casos, além de orientar a promotoria, sugerindo modificação nas fases da operação Lava Jato; também mostraram cobrança de agilidade em novas operações, conselhos estratégicos, fornecimento de pistas informais e sugestões de recursos ao MPF. Isso fez aumentar as críticas de que Moro não teria sido um juiz imparcial. Mensagens trocadas entre o procurador Deltan Dallagnol e outros membros da operação Lava Jato indicariam que havia dúvidas sobre a solidez das provas apresentadas pela acusação no caso do triplex do Guarujá, que levou a prisão de Lula.

## Anulação das condenações
Em 8 de março de 2021, o ministro do Supremo Tribunal Federal Edson Fachin anulou as condenações de Lula por considerar que foram decididas por um tribunal que não tinha competência jurisdicional para julgar o caso. A decisão atendeu um pedido de habeas corpus impetrado pela defesa do ex-presidente em novembro de 2020. Fachin decidiu que a Justiça Federal do Paraná não tinha competência para julgar as quatro ações do processo, passando os processos a ser analisados pela Justiça Federal do Distrito Federal, que deve validar ou não as decisões da Justiça Federal do Paraná. Com isso, Lula recuperou seus direitos políticos. Fachin declarou nulas todas as decisões da 13.ª Vara Federal de Curitiba, que deve acatar a decisão e remeter os autos à Justiça Federal do Distrito Federal, bem como a "perda do objeto", extinguindo quatorze processos que tramitavam no STF questionando a imparcialidade de Sergio Moro nas condenações de Lula. Em 15 de abril de 2021 o plenário do Supremo Tribunal Federal, em sua maioria, anulou oficialmente as condenações do ex-presidente feitas pelo então juiz Sergio Moro no âmbito da Lava Jato.
Pouco após a anulação das condenações, a 8.ª Câmara de Direito Privado do Tribunal de Justiça de São Paulo concluiu que a esposa de Lula, Marisa Letícia, desistiu em 2015 de comprar uma unidade no condomínio onde fica o triplex do Guarujá e determinou que o valor já pago pelo unidade deveria ser devolvido integralmente.

## Suspeição de Sergio Moro
No dia seguinte ao da decisão monocrática do ministro Fachin, a Segunda Turma do STF, presidida pelo ministro Gilmar Mendes, decidiu manter o julgamento da suspeição de Moro na sua atuação no âmbito da Lava Jato. Votaram a favor de manter o julgamento, além de Gilmar Mendes, os ministros Nunes Marques, Cármen Lúcia e Ricardo Lewandowski. Fachin manteve sua decisão, argumentando que a defesa havia apresentado "novos e robustos elementos, com fatos graves", que demandariam mais tempo para serem analisados e que ele, como relator do processo, teria a prerrogativa de impedir o julgamento, pela perda do objeto e prejuízo do habeas corpus impetrado pela defesa de Lula. Os advogados do ex-presidente, depois de terem acesso a diálogos entre Moro e procuradores da Lava Jato em Curitiba, consideraram que haviam argumentos robustos que demonstravam a parcialidade de Moro, como divulgação de grampos telefônicos e autorização para condução coercitiva. A maioria dos ministros da segunda turma concordou com vários pontos trazidos pela defesa de Lula. Entre os pontos citados, estão: 1) a autorização para a condução coercitiva de Lula em 2016, sem antes tê-lo intimado a depor e toda a "espetacularização" em torno daquela condução coercitiva; 2) a interceptação telefônica dos advogados de Lula, sem antes adotar outras medidas investigativas (a interceptação telefônica dos advogados de Lula também foi considerada grave pela OAB); 3) a divulgação, de forma selecionada, de grampos telefônicos de Lula, entre eles uma conversa com a então presidente Dilma Rousseff sobre a ida de Lula para o Ministério da Casa Civil em 2016; 4) o fim do sigilo da delação premiada do ex-ministro Antônio Palocci uma semana antes da eleição de 2018, causando alguma influência na eleição; 5) o fato de Sérgio Moro ter aceitado ser Ministro da Justiça de Jair Bolsonaro, adversário político de Lula.
Em 23 de março de 2021, a segunda turma do Supremo Tribunal Federal concedeu o Habeas Corpus 164.493 impetrado pela defesa de Lula e declarou a suspeição do ex-juiz Sergio Moro no processo do triplex do Guarujá, que motivou a prisão do ex-presidente. Votaram pelo habeas corpus os ministros Gilmar Mendes, Cármen Lúcia e Ricardo Lewandowski, sendo vencidos os ministros Edson Fachin e Nunes Marques. Três meses depois, o plenário do STF, por 7 votos a 4, confirmou a decisão da segunda turma que declarou Moro suspeito.
Com a decisão, o processo, que semanas antes havia sido redirecionado por decisão de Fachin, teve também os atos instrutórios anulados, de modo que nenhuma ação feita pelo ex-juiz poderia ser reaproveitada pelo juízo competente.
Um dia depois do plenário do STF confirmar a decisão da segunda turma, o ministro Gilmar Mendes estendeu a suspeição de Moro para mais dois processos envolvendo o ex-presidente: o do sítio de Atibaia e os ligados a um apartamento em São Bernardo do Campo e ao Instituto Lula. O ministro considerou que Moro também atuou nesses processos. Com isso, esses processos também foram anulados, devendo recomeçar do zero e de modo que as ações feitas neles não pudessem ser reaproveitadas pelo novo juiz, assim como no caso do triplex.

## Arquivamento
Com a anulação das condenações de Lula e a suspeição do ex-juiz Sérgio Moro pelo Supremo Tribunal Federal, o caso do triplex do Guarujá foi encaminhado para a Justiça Federal em Brasília, onde seria reiniciado. Mas em 7 de dezembro de 2021, a Procuradoria da República do Distrito Federal pediu que o caso do triplex fosse arquivado, alegando que não seria possível realizar uma nova investigação e um novo processo judicial sobre o caso antes dele prescrever. Em 28 de janeiro de 2022, a juíza Pollyanna Alves, da 12.ª Vara Federal Criminal em Brasília, concordou com a Procuradoria e, assim, decidiu pelo arquivamento do caso do triplex.
O Ministério Público Federal chegou a apresentar uma nova denúncia contra Lula no caso do sítio de Atibaia, mas a denúncia foi rejeitada pela juíza de Brasília, que considerou que a denúncia não trouxe novas provas para recomeçar a ação.
Em 27 de abril de 2022, o Comitê de Direitos Humanos da ONU julgou que Moro foi parcial no julgamento de Lula.
Na eleição presidencial no Brasil em 2022, Lula foi eleito presidente pela terceira vez. Durante a eleição, um dos carcereiros de Lula na prisão defendeu o voto nele. Após tomar posse, Lula indicou o advogado Cristiano Zanin, que o defendeu nos processos da Operação Lava Jato, para ser ministro do STF, o que gerou algumas críticas. Lula também escolheu o ex-ministro do STF Ricardo Lewandowski, que se aposentara da Corte em 2023, para ser Ministro da Justiça, o que gerou críticas do ex-juíz Sérgio Moro, que disse que isso seria uma demonstração de que aceitar o cargo de Ministro de Justiça não é causa de suspeição. O ex-procurador Deltan Dallagnol também criticou a indicação de Lewandoswki.
Em 6 de setembro de 2023, o ministro do STF Dias Toffoli anulou todas as provas obtidas a partir de delações da Odebrecht e afirmou que a prisão de Lula foi "um dos maiores erros judiciários da história do país".